# Florence Colle
Pour les articles homonymes, voir colle (homonymie).
Florence Colle, née le 4 décembre 1965 à Annecy, est une athlète française, spécialiste du 100 m haies. Médecin, elle choisit la spécialité de médecine physique et de réadaptation. Elle crée le service de médecine physique et de réadaptation de l'hôpital Sainte-Anne (Paris) après avoir fait son clinicat dans le service du Pr Yelnik de l'Hôpital Fernand-Widal[réf. nécessaire].
Florence Colle a été interviewée au journal télévisé du 13 heures de France 2 le 29 octobre 2009, dans le cadre de la 7e Journée Mondiale de l'AVC. Chaque année en France, environ 150 000 personnes sont touchées par un AVC. Le reportage a lieu notamment dans son service au Centre Raymond Garcin, du centre hospitalier Sainte-Anne, et présente le travail de rééducation proposé aux patients. Extrait : « [...] S'il n'y pas de mobilisation précoce en kinésithérapie, peuvent s'installer des "rétractions". Par exemple, un bras peut se bloquer complètement... ».
Elle est aujourd'hui chef de pôle de rééducation aux Hôpitaux de Saint-Maurice.

## Palmarès
- 1987 : Championnats du monde à Rome, demi-finaliste du 100 m haies.
- 1988 : Jeux olympiques d'été à Séoul, en Corée du Sud, finaliste du 100 m haies, termine à la 5e place[3], avec un temps de 12 s 98. La bulgare Donkova remportera cette course en 12 s 38, établissant à cette occasion le nouveau record olympique de la discipline. L'autre française, Monique Ewanje-Epée, se classera 7e, avec un temps de 13 s 14.
- 1991 : Championnats du monde à Tokyo au Japon, finaliste du 100 m haies, termine à la 6ème place, avec un temps de 13 s 01[4]. Florence court à la ligne N°1 et porte le dossard 240. A la ligne N°3, Monique Ewanje-Epée se classera 4e en 12 s 84.

## Records personnels
- 100 mètres haies : 12 s 73 (-0,30 m/s), à Zurich (Suisse), le 7 août 1991
- Meilleur temps de la saison 1990 : 12 s 82
- Meilleur temps de la saison 1991 : 12 s 73